# Steyr M
Серия Steyr M самозарядных пистолетов была разработана Steyr Mannlicher GmbH & Co KG в Австрии как для полиции, так и для гражданского использования. Работы по созданию пистолета стартовали в начале 1990 года и финальный продукт M9 (под патрон 9x19mm Parabellum) был представлен весной 1999 года. Версия M40 под калибр 40 S&W вышла несколько позже, а вслед за ней M357 (калибр 357 SIG), а ещё некоторое время спустя были выпущены два компактных варианта M9 и M40, S9 и S40 соответственно. Последние были предназначены для скрытого ношения и имели укороченный ствол, уменьшенную рамку и менее ёмкий магазин.

## История создания
В 1999 году австрийская компания Steyr Mannlicher представила новый пистолет серии Steyr M, созданный талантливым конструктором и страстным поклонником пулевой стрельбы Вильгельмом Бубитсом (Wilhelm Bubits).
Некоторое время до сотрудничества с компанией «Steyr-Manlicher» Бубитс проработал в компании «Glock GmbH», где создал пистолет собственной конструкции. Однако оказалось, что пистолет не соответствовал требованиям корпоративного дизайна Glock и в 1997 году Бубитс предложил своё оружие Steyr. Партнерство Бубитса с фирмой Steyr оказалось значительно более удачным. Совершенствуя свой пистолет, конструктор проработал два года с инженером Фридрихом Айнером, так же внесшим вклад в создание этого оружия.

## Варианты

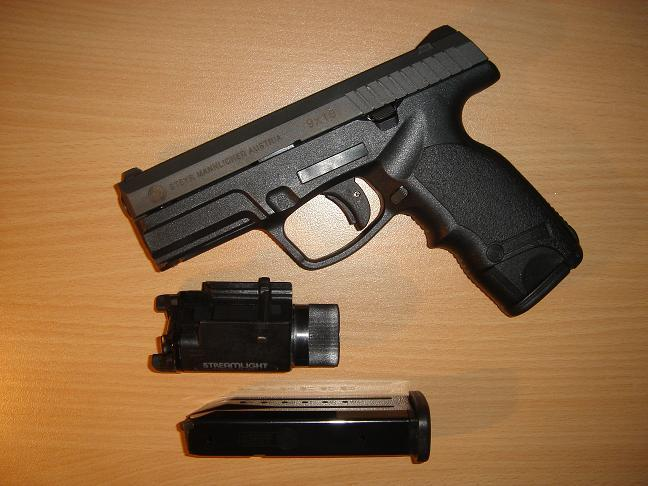
Steyr M9-A1с магазином и тактическим фонарём.

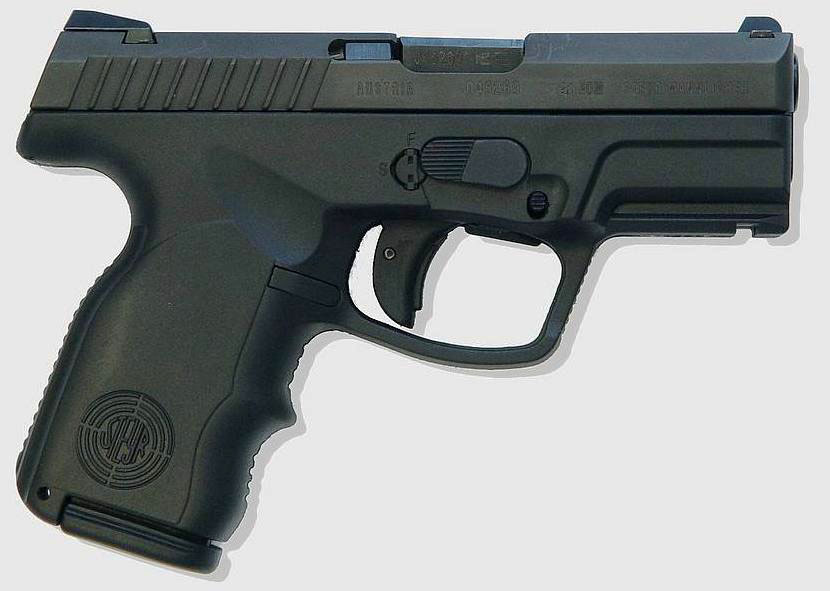
Компактный вариант Steyr S9-A1.

### До модернизации
- Steyr M40 — калибр 40 S&W, ёмкость магазина 12 патронов.
- Steyr M9 — калибр 9 mm Parabellum, магазин ёмкостью 15 патронов. Также под этим обозначением, для Италии выпускались пистолеты под патрон 9x21 IMI.
- Steyr M357 — калибр 357 SIG, магазин ёмкостью 12 патронов.

Укороченные
- Steyr S9 — калибр 9 mm Parabellum, магазин ёмкостью 10 патронов.
- Steyr S40 — калибр 40 S&W, магазин ёмкостью 10 патронов[2].

### Модернизация
Фирма Steyr наладила выпуск пистолетов серий Steyr M-A1 и Steyr S-A1 в следующих вариантах:
- Steyr M9-A1 — под патрон 9×19 mm Para, магазин 15 патронов.
- Steyr M40-A1 — под патрон 40 S&W, магазин 12 патронов.
- Steyr M357-A1 — под патрон 357 SIG, магазин 12 патронов.
- Steyr S9-A1 — под патрон 9×19 mm Para, магазин 10 патронов.
- Steyr S40-A1 — под патрон 40 S&W, магазин 10 патронов.
- Steyr L9-A1 — вариант для спортивной стрельбы с удлиненными стволом, затвором-кожухом, пластиковой рамкой. Пистолет выпускается под патроны 9x19 Parabellum, 9×21 IMI (по запросу), 40 S&W и 357 SIG (с магазинами 15,15,12,12 патронов соответственно).[3]